# Julbach (Germania)
Julbach è un comune tedesco di 2 312 abitanti, situato nel land della Baviera.